# Еберхард фон Геминген (1713 – 1757)
 Еберхард Николаус Тадеус фон Геминген (на немски: Eberhard Nicolaus Thaddäus von Gemmingen-Hornberg; * 27 февруари 1713 в Констанция, Каталония; † 14 юли 1757 в Бохемия) е благородник от стария алемански рицарски род Геминген в Крайхгау в Баден-Вюртемберг, фрайхер на Геминген-Хорнберг и пруски оберст-лейтенант и от 1752 г. собственик в Рапенау.
Той е най-големият син (от осем деца) на австрийския офицер Еберхард (1688 – 1767), комендант на крепоста в Люксембург, и съпругата му фрайин Анна Клара фон Циленхардт (1685 – 1768), дъщеря на фрайхер Фридрих Дитрих фон Циленхардт и фрайин София Амалия фон Геминген. Внук е на фрайхер Райнхард фон Геминген-Хорнберг (1645 – 1707) и фрайин Мария Елизабета фон Найперг (1652 – 1722).
Братята му са Карл Зигмунд (1718 – 1737), който умира като знаменосец във войната против турците в Сърбия, Ото Хайнрих (1727 – 1790), съдия, и Зигмунд (1724 – 1806), собственик в Трешклинген.
Баща му се бие във Войната за испанското наследство. Той първо е възпитаван при родителите му, след това в Хайлброн при чичо му, където ходи на училище. На 14 години той влиза във войската в арембергския сухопътен регимент. През 1734 г. той е вюртембергски гренадие-хауптман, 1737 г. на пруска служба. Той се бие от 1740 г. във Силезийските войни и през 1745 г. е ранен в битката при Кеселсдорф. През 1747 г. той е обрист-вахтмайстер и командир на гренади-батальон в Бохемия. В битката при Лобозиц (1756) той е ранен, по-късно 1757 г. се бие в битките при Прага и Колин и е повишен на обрист-лейтенант. През 1752 г. той наследява собствеността в Рапенау от далечния му братовчед Карл Лудвиг фон Геминген (1700 – 1752). През 1757 г. той умира след битката при Колин при оттеглянето от Бохемия на Рур и е погребан в Ческа Липа (Бьомиш Лайпа).
След смъртта му през 1757 г. малолетните му деца са под опекунството на дядо им Еберхард (1688 – 1767) и след това на чичо им Зигмунд (1724 – 1806).
Понеже син му Еберхард Георг умира 1806 г. без мъжки наследник е наследен от зет му братовчед му Зигмунд (1777 – 1843), който е женен от 1803 г. за дъщеря му Шарлота (1785 – 1842).

## Фамилия
Еберхард фон Геминген се жени 1753 г. за Йохана София фон Гревениц от Магдебург (* 5 декември 1731, Магдебург; † 21 юли 1778, Хайлброн), вдовица на Август фон дер Хайде. Те имат децата:
- Еберхард Георг фон Геминген (* 30 юли 1754, Магдебург; † 7 ноември 1806, Мегйес, Унгария), женен на 26 юни 1776 г. в Рапенау за фрайин София Шарлота фон Ментцинген (* 23 август 1750, Гонделсхайм при Брухзал; † 28 март 1795, Рапенау)
- Фердинанда Клара Йохана София Луиза (1756 – 1804), от 1795 г. възпитава децата на брат ѝ в Рапенау